# Linköping Arena
La Linköping Arena è uno stadio di calcio di Linköping, in Svezia.
Inaugurato nel 2013, lo stadio ha una capacità di 8500 posti e ha ospitato quattro partite del Campionato europeo femminile di calcio 2013.
Dopo il torneo, lo stadio è diventato sede del Linköpings FC, squadra di calcio femminile, oltre che del FC Linköping City, militante nelle serie dilettantistiche maschili.
Il nome dell'impianto è stato oggetto di discussione: nel progetto originale il nome era Arena Linköping, ma prima dell'inaugurazione è stato modificato in Linköping Arena.